# Tony Barton
Tony Barton, nome completo Anthony Edward Barton (Sutton, 8 aprile 1937 – Hampshire, 20 agosto 1993), è stato un calciatore e allenatore di calcio inglese.

## Biografia

### Carriera da calciatore
Cresciuto nelle giovanili del Fulham, dopo un anno di prestito al Sutton United, squadra del suo quartiere nativo, Barton fece il suo esordio in prima squadra nel 1954. Nel 1961, dopo una parentesi durata due anni al Nottingham Forest, Barton si trasferì al Portsmouth in cui militò per sei anni collezionando 130 presenze e 34 gol.

### Carriera da allenatore
Ritiratosi nel 1967, Barton ricoprì alcuni incarichi nell'area tecnica del Portsmouth fino al 1980, anno in cui fu assunto nell'Aston Villa come assistente di Ron Saunders. Nel febbraio del 1982, a causa delle dimissioni di Saunders, Barton fu promosso allenatore.
Nel suo anno d'esordio come allenatore Barton condusse l'Aston Villa all'undicesimo posto in First Division, ma soprattutto riuscì a conquistare la Coppa dei Campioni, battendo in finale il Bayern Monaco per 1-0.
Barton restò alla guida dell'Aston Villa fino al giugno del 1984, quando passò ad allenare il Northampton Town. Nel 1985, a campionato non ancora concluso, Barton dovette abbandonare la panchina del Northampton per problemi di salute (aveva sofferto un attacco cardiaco). Ristabilitosi, continuò la sua carriera come vice allenatore nel Southampton (dal 1985 al 1988) e nel Portsmouth (nel 1991). Intrapresa in seguito la carriera di osservatore per alcune squadre, Barton morì il 20 agosto del 1993 a causa di un infarto miocardico.

## Palmarès

### Allenatore
- Coppa dei Campioni: 1

Aston Villa: 1981-1982
- Supercoppa UEFA: 1

Aston Villa: 1982